# Форнара, Марио
Марио Форнара (итал. Mario Fornara; 1920 — 2015) — швейцарский футболист, игравший на позиции нападающего за команду «Лугано». В составе сборной Швейцарии сыграл один матч.

## Карьера
Марио Форнара вместе с братом Луиджи выступал за футбольный клуб «Лугано», с которым в 1941 году выиграл национальный чемпионат. В сезоне 1942/43 Марио забил 12 голов в чемпионате, а также дошёл до финала кубка страны, в котором его команда уступила «Грассхопперу» со счётом 2:1. В чемпионате сезона 1944/45 он записал на свой счёт 11 мячей, а «Лугано» занял второе место.
В составе сборной Швейцарии Форнара провёл один официальный матч, дебютировав 20 апреля 1941 года в товарищеском матче против Германии. Встреча завершилась со счётом 2:1 в пользу швейцарцев.

## Достижения
«Лугано»
- Чемпион Швейцарии: 1940/41
- Финалист Кубка Швейцарии: 1942/43